# ロール・ウィズ・イット (アルバム)
『ロール・ウィズ・イット』（Roll with It）は、イギリスのロック・ミュージシャン、スティーヴ・ウィンウッドが1988年に発表した、ソロ名義では5作目のスタジオ・アルバム。ヴァージン・レコード移籍第1弾アルバムとしてリリースされた。

## 背景
前スタジオ・アルバム『バック・イン・ザ・ハイ・ライフ』（1986年）でレコーディング・エンジニアを務めたトム・ロード＝アルジが、本作ではプロデューサーとしてもクレジットされた。メンフィス・ホーンズのメンバーとして知られるウェイン・ジャクソンとアンドリュー・ラヴがレコーディングに参加しており、ウィンウッド自身は、当時アメリカのテネシー州に移住したことが本作の音楽性に反映されたと説明している。
「ドント・ユー・ノウ・ホワット・ザ・ナイト・キャン・ドゥ?」は、アメリカのビール「Michelob」のテレビCMのために作られた曲である。「ハーツ・オン・ファイアー」はトラフィック時代の盟友ジム・キャパルディとの共作。

## 反響・評価
全英アルバムチャートでは16週チャート圏内に入って最高4位を記録し、自身3度目のトップ10入りを果たした。アメリカでは総合アルバム・チャートのBillboard 200で1位を獲得し、『ビルボード』のR&Bアルバム・チャートでは93位を記録して、1988年11月にはRIAAによりダブル・プラチナの認定を受けている。
本作からは「ロール・ウィズ・イット」（全英53位・全米1位）、「ドント・ユー・ノウ・ホワット・ザ・ナイト・キャン・ドゥ?」（全英89位・全米6位）、「ホールディング・オン」（全米11位）、「ハーツ・オン・ファイアー」（全米53位）がシングル・ヒットした。
グラミー賞では最優秀アルバム賞にノミネートされるが、受賞は逃した。共同プロデュース及びエンジニアを務めたトム・ロード＝アルジは、本作で最優秀エンジニア・アルバム賞を受賞した。
Michael GallucciはUltimate Classic Rockにおいて本作を「スペンサー・デイヴィス・グループ時代以来となる、ウィンウッドの最もソウルフルなアルバム」と評し、タイトル曲を「スティーヴ・ウィンウッドの曲トップ10」の7位に挙げている。

## 収録曲
特記なき楽曲はスティーヴ・ウィンウッドとウィル・ジェニングスの共作。
1. ロール・ウィズ・イット - "Roll with It" (Steve Winwood, Will Jennings, Eddie Holland, Lamont Dozier, Brian Holland) – 5:21
2. ホールディング・オン - "Holding On" – 6:16
3. ザ・モーニング・サイド - "The Morning Side" – 5:15
4. プット・オン・ユア・ダンシング・シューズ - "Put on Your Dancing Shoes" – 5:12
5. ドント・ユー・ノウ・ホワット・ザ・ナイト・キャン・ドゥ? - "Don't You Know What the Night Can Do?" – 6:55
6. ハーツ・オン・ファイアー - "Hearts on Fire" (S. Winwood, Jim Capaldi) – 5:17
7. ワン・モア・モーニング - "One More Morning" – 5:00
8. シャイニング・ソング - "Shining Song" – 5:32

## 参加ミュージシャン
- スティーヴ・ウィンウッド - ボーカル、キーボード、ハモンドオルガン、ピアノ、シンセサイザー、エレクトリックベース、シンセサイザー・ベース、ギター、プログラミング
- マイク・ロウラー - キーボード
- ロビー・キルゴア - キーボード(on #2, #4, #8)
- ポール・ペスコ - ギター(on #3, #6)
- ジョン・ロビンソン - ドラムス(on #2, #3, #4, #5, #6, #7)
- バシリ・ジョンソン - パーカッション(on #2, #3, #4, #5, #7)
- ジミー・ブラロウアー - パーカッション(on #4)、ドラムマシン(on #4)、マシン・パーカッション(on #8)
- トム・ロード＝アルジ - タンブリン(on #8)
- ウェイン・ジャクソン - トランペット、トロンボーン(on #1, #2, #6, #7)
- アンドリュー・ラヴ - テナー・サクソフォーン(on #1, #2, #6, #7)
- テッサ・ナイルズ - バッキング・ボーカル(on #1, #2, #4, #5, #6, #8)
- マーク・ウィリアムソン - バッキング・ボーカル(on #1, #2, #4, #5, #6, #8)